# Садиба-музей Осипа Маковея
Сади́ба-му́зей О́сипа Ма́ковея — літературно-біографічний музей у місті Яворові Львівської області, що відкритий та освячений 1992 року.

## З історії вшанування Осипа Маковея в Яворові
До 1939 року українська гімназія в Яворові носила ім'я видатного земляка Осипа Маковея. 
У повоєнний радянський час у 1958 році в місті був відкритий пам'ятник Осипові Маковею (автор — скульптор Дмитро Крвавич). 
З демократизацією життя в СРСР у 1988 році в місті було створено суспільно-культурне Товариство імені Осипа Маковея, старанням якого у 1990 році на будівлі місцевої школи-гімназії встановлено меморіальну дошку на честь визначного літератора, також ім'я письменника повернуто навчальному закладові.  
Відтак, вже за незалежності України в 1992 році в Яворові було відкрито й освячено меморіальний музей-садибу Осипа Маковея створений у батьківській хаті, де літератор народився та провів усе своє життя.
У 2010 році на реставрацію садиби-музею Осипа Маковея яворівські депутати виділили 70 000 гривень, з тим щоб відновлювальні роботи були завершені до чергового Дня Незалежності (24 серпня 2010 року).
Напередодні відзначення 150-ліття з дня народження Осипа Маковея було наведено порядок на території музею-садиби літератора, зокрема, оновлено погруддя письменника, на початку серпня 2017 року — оновлена огорожа музею.

## Експозиція
Експозиція садиби-музею Осипа Маковея в Яворові розміщена у 3 залах — 2 кімнатах та сінях:
- у одній кімнаті зібрані речі родини Маковеїв, зокрема меблі (крісла, бамбетель, стіл), посуд, вишиванки, іграшки;
- в іншій — фотографії Осипа з родиною та друзями, його листи, книги, портрети;
- у сінях представлені побутові речі.